# Guineische Wälder Westafrikas

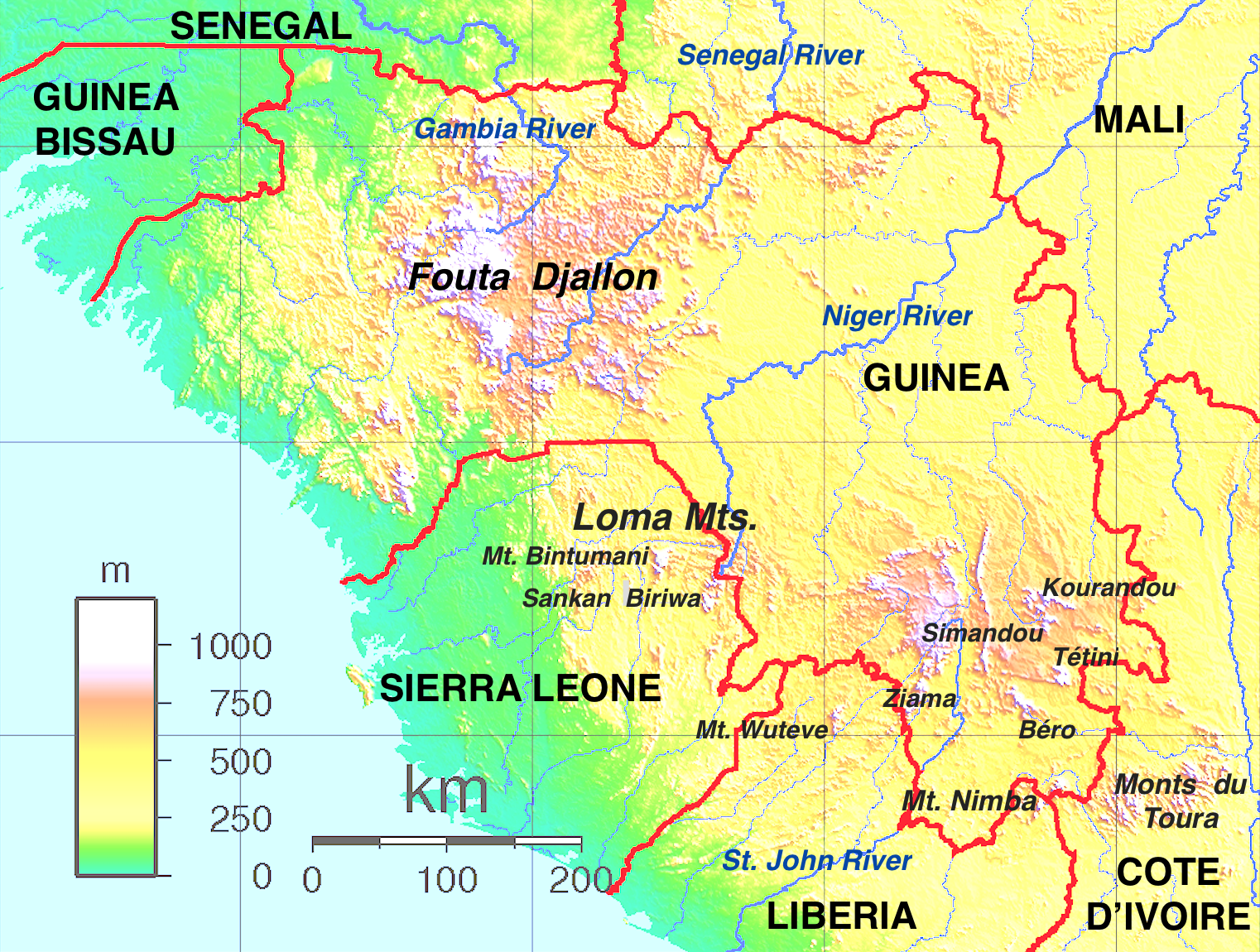
Guinea-Hochland

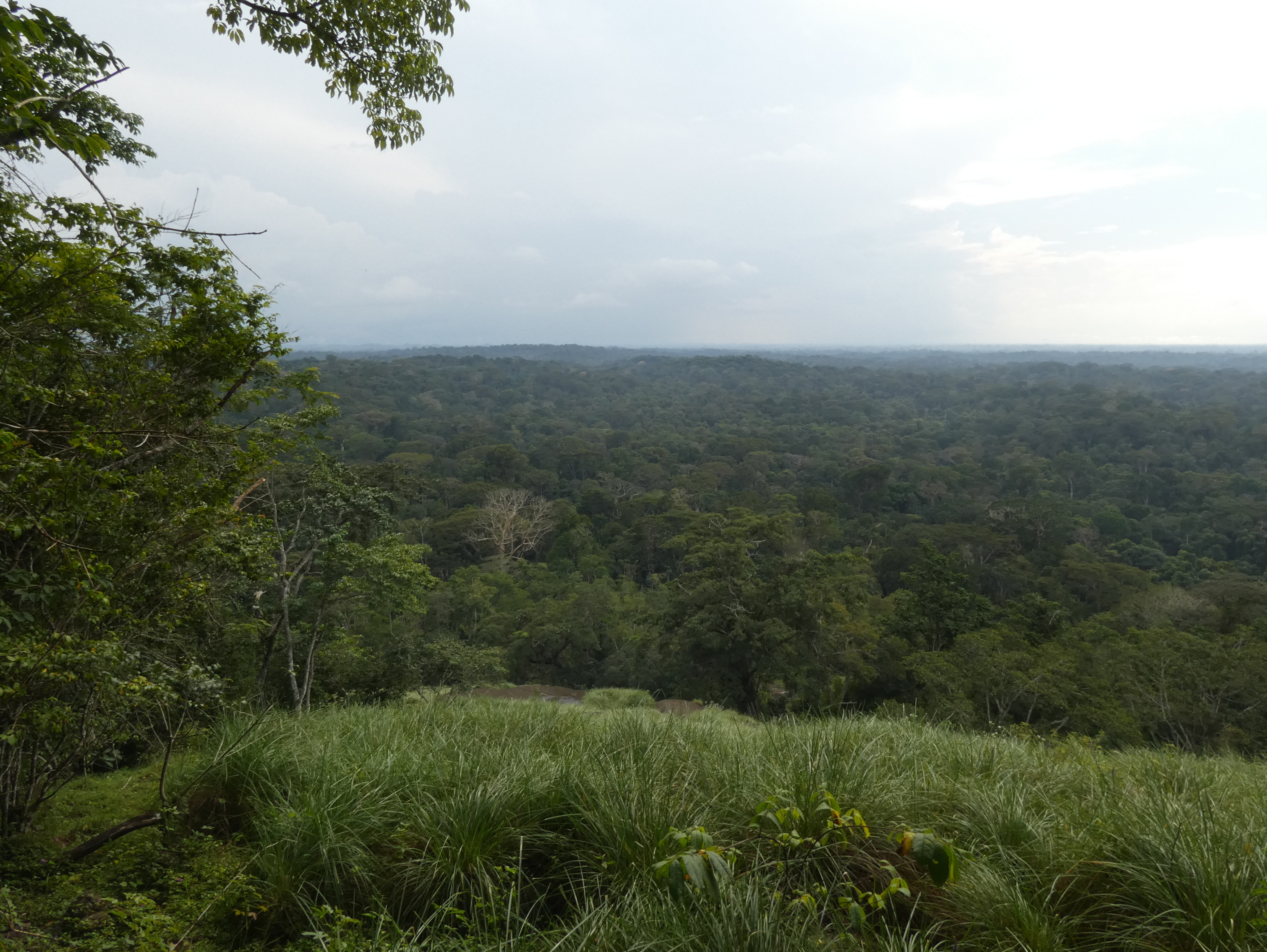
Blick über den Eastern Guinean forest im Nationalpark Taï (Elfenbeinküste)

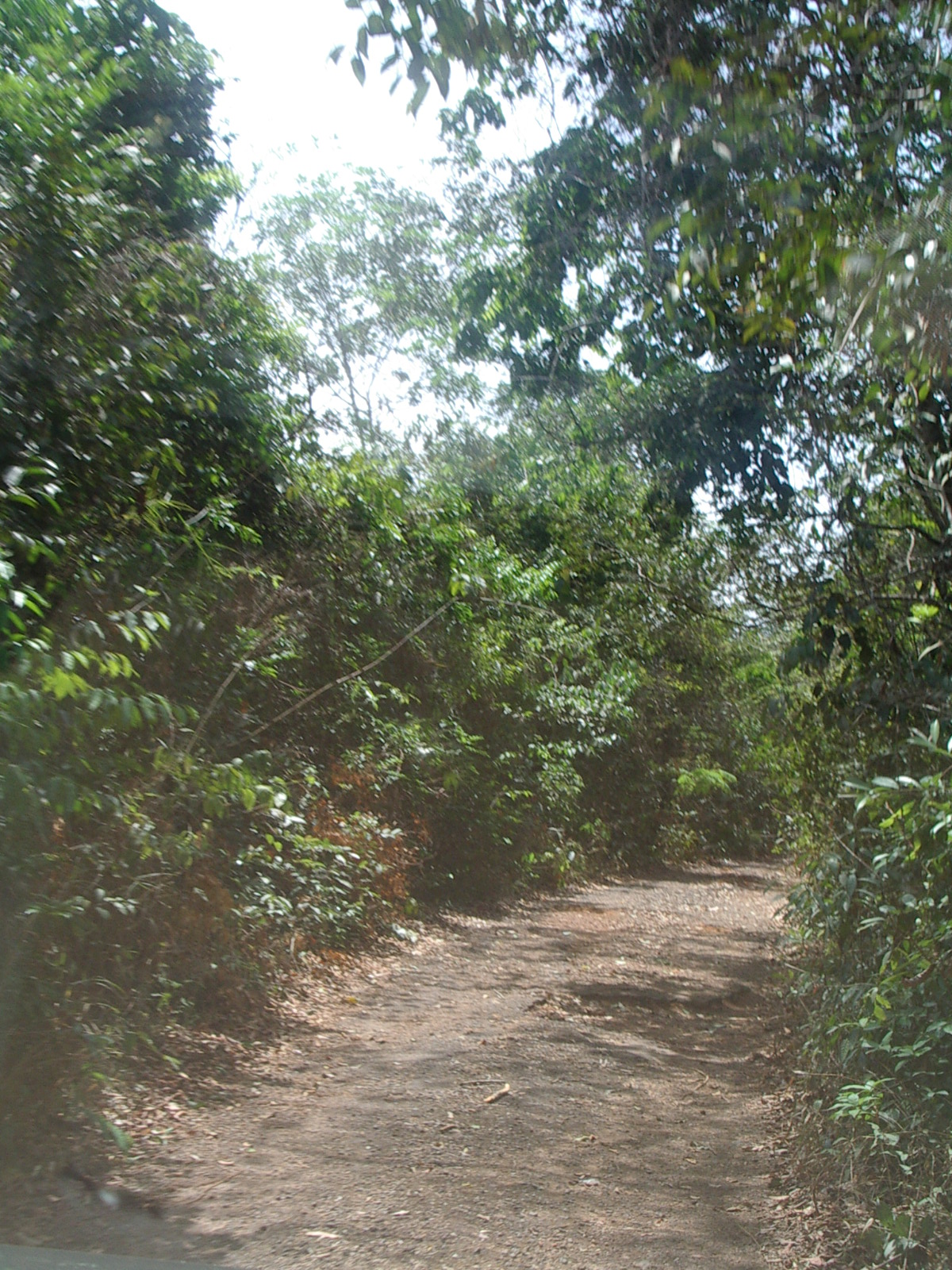
Lowland forest im Western Area Peninsular-Nationalpark (Sierra Leone)

Die Guineischen Wälder Westafrikas (englisch Guinean Forests of West Africa) sind eine biogeographische Region und Biodiversitäts-Hotspot. Die Region umfasst eine tropische Laubwälder entlang der Küste Westafrikas, von Sierra Leone und Guinea im Westen zum Sanaga-Fluss in Kamerun im Osten. Die Dahomey Gap, ein Gebiet aus Savannen und trockenen Wäldern in Togo und Benin, trennt den Guineischen Wald Westafrikas in den Upper Guinean forest und den Lower Guinean forest.
Der Upper Guinean forest erstreckt sich von Sierra Leone und Guinea im Westen durch Liberia, die Elfenbeinküste und Ghana nach Togo im Osten. Der Lower Guinean forest erstreckt sich vom Osten von Benin durch Nigeria nach Kamerun.
Die Region beheimatet geschätzte 9000 Gefäßpflanzenarten, davon sind über 20 Prozent (1.800) endemisch.

## Ökoregionen
Der WWF teilt die Region in „Upper“ und „Lower Guinean forests“ auf und unterscheidet dabei folgende Ökoregionen:
Upper Guinean forests
- Western Guinean lowland forests (Guinea, Sierra Leone, Liberia, Elfenbeinküste)
- Guinean montane forests (Guinea, Sierra Leone, Elfenbeinküste)
- Eastern Guinean forests (Elfenbeinküste, Ghana, Togo, Benin)

Lower Guinean forests
- Nigerian lowland forests (Togo, Nigeria)
- Niger Delta swamp forests (Nigeria)
- Cross-Niger transition forests (Nigeria)
- Cross-Sanaga-Bioko coastal forests (Nigeria, Kamerun, Äquatorialguinea)
- Cameroonian Highlands forests (Nigeria, Kamerun)
- Mount Cameroon and Bioko montane forests (Kamerun, Äquatorialguinea)